# Carlos A. Madrazo, Centla
Carlos A. Madrazo är en ort i Mexiko.   Den ligger i kommunen Centla och delstaten Tabasco, i den sydöstra delen av landet, 700 km öster om huvudstaden Mexico City. Carlos A. Madrazo ligger 9 meter över havet och antalet invånare är 640.
Terrängen runt Carlos A. Madrazo är mycket platt. Havet är nära Carlos A. Madrazo norrut. Runt Carlos A. Madrazo är det ganska tätbefolkat, med 70 invånare per kvadratkilometer. Närmaste större samhälle är Ignacio Zaragoza, 3,1 km sydost om Carlos A. Madrazo. Trakten runt Carlos A. Madrazo består huvudsakligen av våtmarker.